# Фридрих Карл цу Вид
Фридрих Карл цу Вид-Нойвид (25 декабря 1741, Хахенбург — 1 марта 1809, Хайдельберг) — немецкий дворянин, 2-й князь цу Вид и граф цу Изенбург (1791—1802).

## Биография
Старший сын Иоганна Фридриха Александра цу Вид-Нойвид (1706—1791), первого князя Вида (1784—1791), и его жены Каролины Кирхбергской (1720—1795).
Учился в университетах Эрлангена и Геттингена. После женитьбы в 1766 году стал вести распутную жизнь и завел любовницу. Отец, недовольный поведением сына, вначале даже хотел отстранить его от престолонаследия, но в мае 1788 года поменял своё решение.
В августе 1791 года после смерти своего отца Фридрих Карл цу Вид унаследовал титул князя Вида-Нойвида.
Когда в 1793 году французские революционные войска подошли к граница княжества, он бежал в Саксонию, а оттуда во Франкфурт, но вернулся домой в 1797 году. Позднее он отказался присоединиться к Рейнскому союзу и в 1802 году передал княжеский трон своему сыну Иоганну Калу Августу, который стал 3-м князем Видом. Бывший князь путешествовал по Франции и в конце концов скончался в Хайдельберге.

## Произведения
- Friedrich Carl zu Wied-Neuwied: Vorschläge, Waisenhäuser vorteilhaft zum Glücke vieler Menschen einzurichten, auch mit geringen Kosten. Fleischer, Frankfurt 1787.
- Fürst Friedrich Carl Wied: Abdruck eines Pro memoria, welches der regierende Fürst zu Wied-Neuwied selbst verfasset und durch den Prokurator Wickh bey dem K.R. Kammergericht mit 24 vidimirten Beylagen im Junio 1792 übergeben lassen; Seine Vergleiche mit seinen Unterthanen und einige falsche Angaben betreffend. 1792 Digitalisat

## Семья и дети
26 января 1766 года женился на графине Марии Луизе Вильгельмине фон Сайн-Витгенштейн-Берлебург (13 мая 1747 — 15 ноября 1823), дочери графа Людвига Фердинанда фон Сайн-Витгенштейн-Берлебурга (1712—1773) и графини Федерики Кристины Софии цу Изенбург унд Бюдинген (1721—1772).
Супруги имели десять детей:
- Клеменс Карл Фридрих Людвиг Вильгельм (21 декабря 1769 — 2 апреля 1800)
- Мария Каролина Кристиана (1 марта 1771 — 14 февраля 1803)
- Луиза Филиппина Шарлотта (11 марта 1773 — 18 апреля 1864)
- Кристиан Фридрих (8 марта 1775 — 27 июля 1800)
- Антуанетта Шарлотта-Виктория (11 октября 1776 — 26 октября 1777)
- Иоганн Карл Август (26 мая 1779 — 24 апреля 1836), 3-й принц Вид, прусский генерал-лейтенант
- Людвиг Георг Карл (31 декабря 1780 — 14 ноября 1781)
- Максимилиан Александр Филипп (23 сентября 1782 — 3 февраля 1867), прусский генерал-майор и исследователь
- Генрих Виктор (6 ноября 1783 — 28 января 1812), офицер австрийской армии (1801—1811), с 1812 года — генерал испанской армии
- Карл Эмиль Фридрих Генрих (20 августа 1785 — 4 октября 1864)